# Régiment de Tournaisis
Le régiment de Tournaisis est un régiment d’infanterie du royaume de France créé en 1684 incorporé au régiment Royal-Italien en 1775.

## Création et différentes dénominations
- 1er décembre 1684 : création du régiment de Tournaisis
- 26 avril 1775 : incorporé au régiment Royal-Italien

## Colonels et mestres de camp
- 12 septembre 1684 : marquis de Brouilly
- 3 juillet 1691 : Omer Pucelle d’Orgemont[1]
- 16 mars 1705 : Jean François de Biaudos, marquis de Casteja[2]
- 20 février 1734 : marquis de la Chétardie
- 1er décembre 1745 : marquis de Casteja
- 19 septembre 1747 : Séraphin Marie Rioult de Douilly, marquis de Cursay[3]
- 25 août 1749 : Jean Armand, marquis de Joyeuse[4]
- 6 juin 1750 : Henry Auguste Hellouin, marquis de Courcy[5]
- 20 février 1761 : Félix Saint-Cyr, marquis de Gontaut de Saint-Geniès[6]

## Historique des garnisons, combats et batailles du régiment

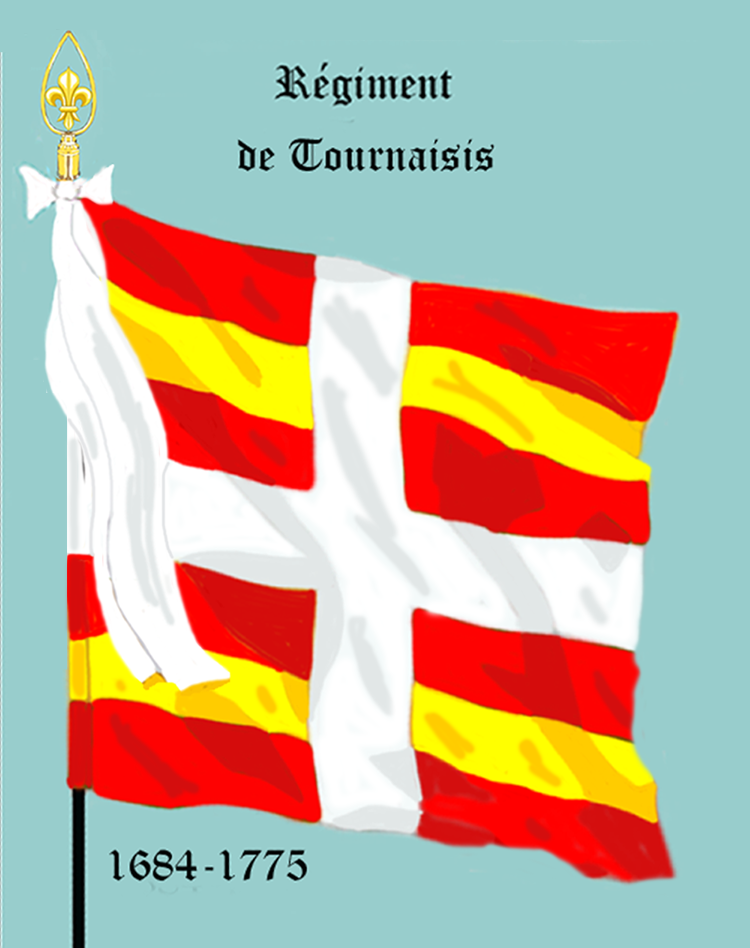
régiment de Tournaisis de 1684 à 1775

### Guerre de la Ligue d'Augsbourg
Le régiment est créé sous le titre de « régiment de Tournaisis », le 12 septembre 1684, et donné au marquis de Brouilly.
Engagé dans la guerre de la Ligue d'Augsbourg, il rejoint l'armée des Alpes en 1689 et se trouve à la bataille de Staffarda en 1690. 
Il est donné 3 juillet 1691 à Omer Pucelle d'Orgemont, neveu de Nicolas de Catinat et participe à la défense de Casal en 1693, au siège de Valenza en 1696, puis il rejoint l'armée de Flandre, et assiste au siège d'Ath en 1697.

### Guerre de Succession d'Espagne
Affecté à l'armée d'Italie en 1700, il participe, durant la guerre de Succession d'Espagne, aux batailles de Carpi et de Chiari en 1701 à la défense de Crémone, à la bataille de Luzzara, aux prises de Reggio et de Modène en 1702 et mis en garnison dans cette place avant de participer aux sièges de Verceil, d'Ivrée et de Verrue en 1704 et 1705. Il est donné le 16 mars 1705 à Jean-François de Biaudos, marquis de Castéjà. Il se trouve au siège de Chivasso et à la bataille de Cassano en 1705, à la bataille de Calcinato, au siège de Turin, à la bataille de Castiglione en 1706, à la défense de Toulon en 1707 et rejoint l'armée de Dauphiné en 1708 et l'armée de Flandre, avec laquelle il se trouve à la bataille de Malplaquet en 1709, à la bataille de Denain, et aux sièges de Douai, de Le Quesnoy et de Bouchain en 1712, aux sièges de Landau et de Fribourg en 1713.

### Guerre de Succession de Pologne

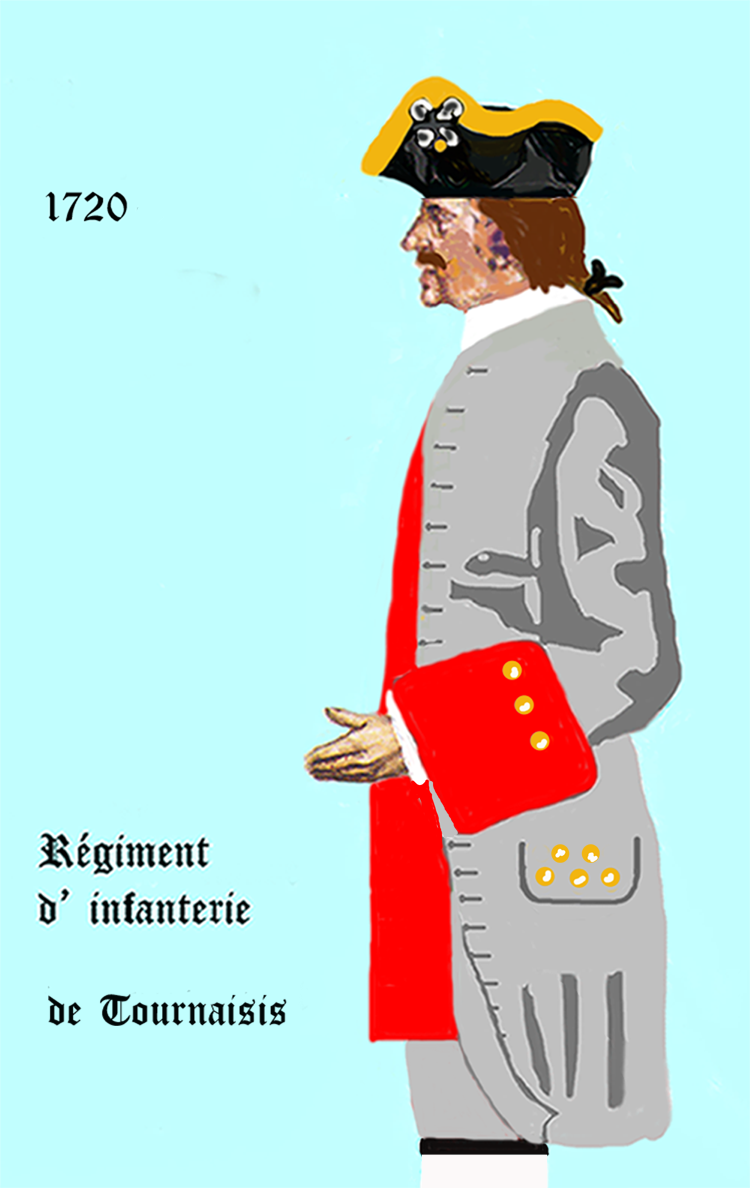
de 1720 à 1734
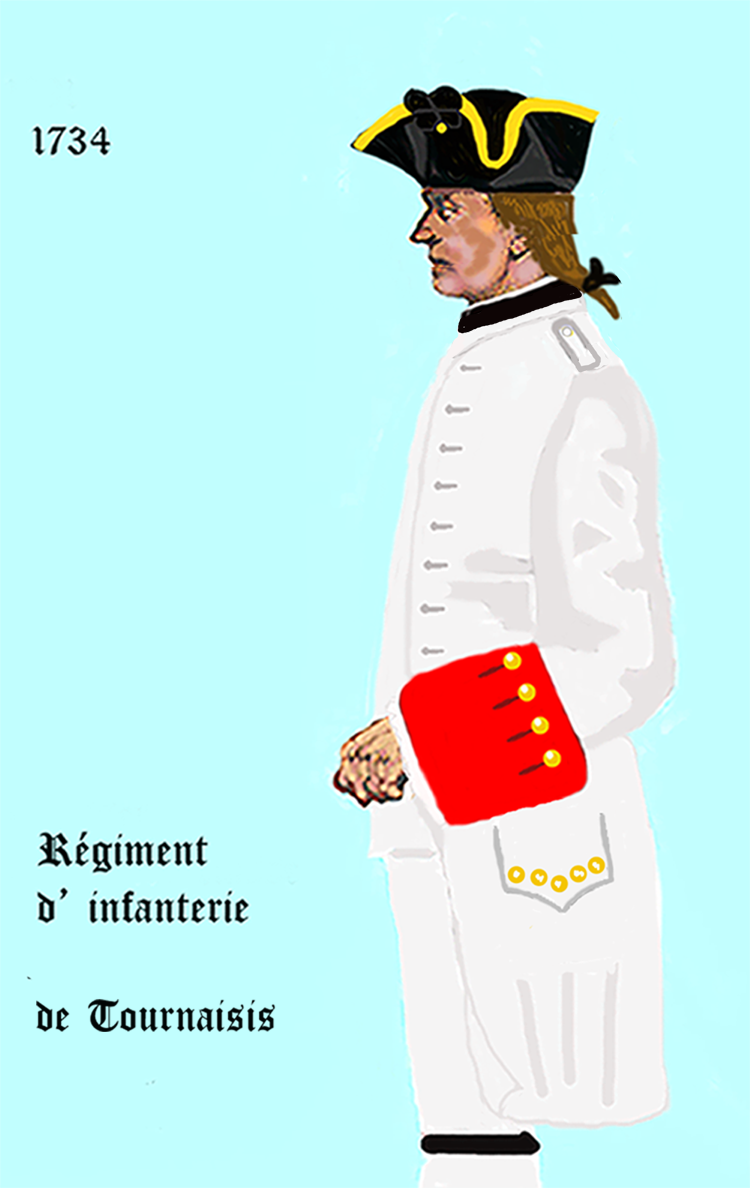
de 1734 à 1762

Durant la guerre de Succession de Pologne il participe à l'occupation de la Lorraine en 1733 et est donné le 11 mars 1734 à Joachim-Jacques Trotté, marquis de La Chétardie. Dans le cadre de la guerre de Succession d'Autriche, il sert sur les côtes de Provence en 1742 et 1743 puis rejoint l'armée d'Italie en 1744. Donné le 1er décembre 1745 au marquis de Castéjà il participe à la bataille de Plaisance en 1746.
 Le régiment rentré en France est employé en 1747 à la défense de la Provence et est donné le 29 septembre 1747 à Séraphin-Marie Rioult de Douilly, marquis de Curzay. Le régiment passe en Corse en janvier 1749 puis il est donné le 25 août 1749 à Jean-Armand, marquis de Joyeuse, et le 6 juin 1750 à Henri-Auguste Hellouin, marquis de Courcy. Rentré en France en 1753, il sert sur les côtes de Normandie de 1755 à 1758. 
Le futur général Dagobert entre au « régiment de Tournaisis » en qualité, de sous-lieutenant, 9 mars 1756.

#### Histoire du sergent Va de Bon Cœur, à la bataille de Plaisance en 1746
Il s'agit d'une histoire, peut être un peu brodée relevée dans l'ouvrage de Louis Susane Histoire de l'armée et de tous les régiments, depuis les premiers temps de la monarchie française :
« Après la bataille de Plaisance, l'armée française contrainte d'évacuer les postes de la rive gauche du Pô, laisse en arrière un hôpital de 200 malades établi à Castell'Alfero. Le sergent de grenadiers « Va-de-bon-coeur », du « régiment de Tournaisis », était au nombre des convalescents. Il propose à ses camarades éclopés ou fiévreux de ne se rendre qu'après avoir soutenu un siège. La proposition est acceptée, et toutes les dispositions de défense sont bientôt prises. Quelques jours après un officier piémontais se présente avec un détachement, comptant occuper l'hôpital sans coup férir. Il est salué par une décharge de mousqueterie et le feu d'une vieille pièce de canon. L'officier en réfère à son général qui fait demander une explication. « Va-de-bon-coeur » répond que la garnison entend se défendre, qu'elle ne consentira à capituler qu'après avoir essuyé quelques volées de canon et vu la brèche ouverte, n'en ouvrit-on que de la longueur de sa pipe. II a, en effet, la satisfaction de se voir assiégé en règle, et au bout de deux jours il obtient tous les honneurs de la guerre. Le lendemain la garnison défile devant les vainqueurs. En tête, marchait un tambour appuyé sur une béquille et un bras en écharpe. Venait ensuite Monsieur  « Va-de-bon-coeur », qui saluait de la hallebarde, puis vingt charrettes chargées de malades et de blessés, criant : Vive le Roi, aussi fort que leur état le leur permettait. Après eux marchait un chariot chargé de tous les ustensiles de l'hôpital. Le sergent « Va-de-bon-coeur » reçut la croix de Saint-Louis et fut nommé aide-major de la place de Brisach. »

### Guerre de Sept Ans
Durant la guerre de Sept Ans il rejoint l'armée d'Allemagne et se trouve à la bataille de Minden, en 1759,et à la bataille de Kloster Kampen en 1760 et il est donné le 20 février 1761 à Félix-Saint-Cyr, marquis de Gontaut-Saint-Geniez. 
Lors de la réorganisation des corps d'infanterie français de 1762, le régiment conserve un bataillon et est affecté au service de la Marine et des Colonies et à la garde des ports dans le royaume.
L'ordonnance arrête également l'habillement et l'équipement du régiment comme suit

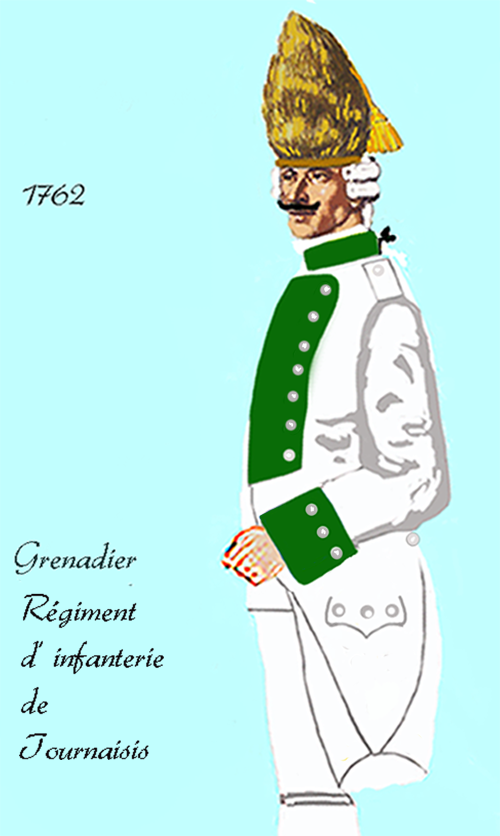
grenadier, de 1762 à 1767
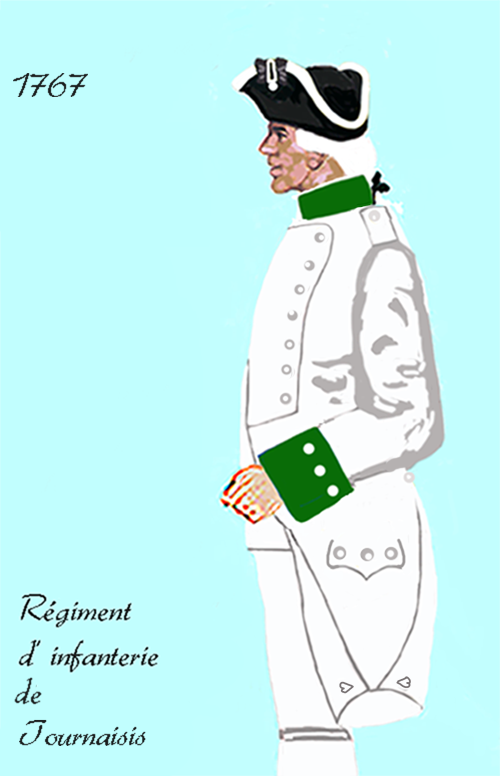
de 1767 à 1775

Il occupe successivement les garnisons de Rennes, Brest et Antibes puis fait les campagnes de Corse de 1766 à 1769 puis il parcourt les garnisons d'Embrun, de Brest, de Lorient, de île d'Oléron et de Tours. 
Il est incorporé le 26 avril 1775 avec le régiment Royal-Italien.
Le « régiment de Tournaisis » avait trois drapeaux; les carrés de ceux d'ordonnance présentaient trois bandes perpendiculaires à la hampe, une jaune entre deux rouges. La tenue du corps s'était d'abord composée d'habit et culotté blancs; collet, parements et veste rouges petits boutons jaunes; poches garnies de cinq boutons, les trois du milieu en patte d'oie; autant sur la manche; chapeau bordé d'or. En 1763, il eut le collet, le parement et le revers vert de Saxe, et les boutons blancs.

## Personnalités ayant servi au régiment de Tournaisis
- Luc Dagobert entre au « régiment de Tournaisis » en qualité, de sous-lieutenant le 9 mars 1756